# Liste der Bundesmeisterschaften des DFuCB 1892–1902
Die Liste der Bundesmeisterschaften des DFuCB 1892–1902 umfasst alle Meister des Deutschen Fußball- und Cricket Bundes (DFuCB) der Jahre 1892 bis 1902. Am 17./18. Mai 1891 erfolgte die Gründung des Verbandes in Berlin. Es war nach dem Bund Deutscher Fußballspieler (BDF) der zweite Fußballverband in Deutschland und diente als Alternative zum BDF, welcher keine ausländischen Spieler und Funktionäre zuließ. Die erste Spielzeit fand zur Saison 1891/92 statt. Ende der 1890er gründeten sich in Berlin weitere Fußballverbände, wobei der Verband Berliner Ballspielvereine (VBB) und der Märkische Fußball-Bund (MFB) die größten Konkurrenten des DFuCB wurde. Dadurch, dass immer mehr Vereine in die anderen Verbände wechselten, löste sich der DFuCB nach Ende der Spielzeit 1901/02 auf.
Zu den Anfängen des Fußballs wurde noch keine deutsche Fußballmeisterschaft ausgespielt, so dass sich die Meister des DFuCB noch nicht deutschlandweit messen konnten. Erst eine Saison nach Auflösung des DFuCB, nämlich 1902/03, wurde die deutsche Fußballmeisterschaft eingeführt.

## Fußball-Bundesmeister des DFuCB 1892–1902
| Jahr      | Bundesmeister des DFuCB |
| --------- | ----------------------- |
| 1891/92   | English FC 1890 Berlin  |
| 1892/93   | BTuFC Viktoria 1889     |
| 1893/94   | BTuFC Viktoria 1889     |
| 1894/95   | BTuFC Viktoria 1889     |
| 1895/96   | BTuFC Viktoria 1889     |
| 1896/97   | BTuFC Viktoria 1889     |
| 1897/98   | BFC Vorwärts 1890       |
| 1898/99   | BFC Vorwärts 1890       |
| 1899/1900 | BFC Vorwärts 1890       |
| 1900/01   | BFC Vorwärts 1890       |
| 1901/02   | Berliner FC 1893        |

## Rekordmeister
Rekordmeister des DFuCB ist der BTuFC Viktoria 1889, welcher den Titel 5-mal gewinnen konnten.
|  | Verein                 | Titel | Jahr                         |
|  | ---------------------- | ----- | ---------------------------- |
|  | BTuFC Viktoria 1889    | 5     | 1893, 1894, 1895, 1896, 1897 |
|  | BFC Vorwärts 1890      | 4     | 1898, 1899, 1900, 1901       |
|  | English FC 1890 Berlin | 1     | 1892                         |
|  | Berliner FC 1893       | 1     | 1902                         |